# HAL Laboratory
HAL Laboratory, Inc. (o bé en japonès 株式会社ハル研究所 o bé Kabushikigaisha Haru Kenkyūjo) és una empresa creadora de videojocs del Japó fundada el 21 de febrer de 1980. El nom de la companyia es pot confondre amb l'ordinador HAL 9000 de la pel·lícula 2001: una odissea de l'espai. La companyia es va fer famosa amb el personatge Kirby, el protagonista de grans sagues de videojocs, com Super Smash Bros.. És un estudi subsidiari de Nintendo.

## Llista de videojocs per ordre cronològic
Anys 1980
1982
- Millipede (per la Nintendo Entertainment System)

1983
- Pig Mock (MSX)
- Fruit Search (MSX)
- Heavy Boxing (MSX)
- Picture Puzzle (MSX)
- Space Maze Attack (MSX)
- Super Billiard (MSX)
- Super Snake (MSX)

1984
- Animation editor EDDY (MSX)
- Dragon Attack (MSX)
- Hole In One (MSX)
- Mr.Chin (MSX)
- Music Editor MUE (MSX)
- Roller Ball (MSX)
- Space Trouble (MSX)

1985
- Balance (MSX)
- Cue star (MSX)
- Eggerland Mystery (MSX)
- Hole In One Extension Course (MSX)
- Hole In One Professional (MSX)
- Inside of the Karamaru (MSX)
- Swimming Tango (MSX)
- Tetsuman (MSX

1986
- Dunk Shot (MSX)
- Eggerland Mystery 2 (MSX)
- Hole In One Special (MSX)
- The Bull and Mighty's Slim Chance (MSX)
- Gall Force: Eternal Story (Famicom Disk System)

1987
- Halnote (MSX-2)
- Mobile Planet Stils (MSX)
- Mr. Ninja: Ashura's Chapter (MSX)
- Defender II (Nintendo Entertainment System)
- Air Fortress (Nintendo Entertainment System)
- Joust (per la Nintendo Entertainment System)

1988
- Gcalc (MSX)
- Gcard (MSX)
- Gterm (MSX)
- Naoko's Writing (MSX-2)
- Vegas Dreams (Nintendo Entertainment System)
- Rollerball (Nintendo Entertainment System)

1989
- Lab Letter (MSX-2)
- Lab Letter 2 (MSX-2)
- The Adventures of Lolo (Nintendo Entertainment System)
- Pinball : Revenge of the 'Gator (Game Boy)
- What Many Princess (MSX-2)

Anys 1990
1990
- Lab Letter 3 (MSX-2)
- The Adventures of Lolo 2 (Nintendo Entertainment System)
- Daydreamin' Davey (Nintendo Entertainment System)
- Kabuki Quantum Fighter (Nintendo Entertainment System)
- New Ghostbusters 2 (Nintendo Entertainment System, Game Boy)

1991
- HAL's Hole in One Golf (Super Nintendo)
- The Adventures of Lolo 3 (Nintendo Entertainment System)

1992
- Kirby's Dream Land (Game Boy)
- Arcana (Nintendo Entertainment System)
- NCAA Basketball (Nintendo Entertainment System)

1993
- Kirby's Pinball Land (Game Boy)
- Kirby's Adventure (Nintendo Entertainment System)
- Alcahest (Super Nintendo)

1994
- EarthBound (Super Nintendo, també Ape)
- Kirby's Dream Course (Super Nintendo)

1995
- SimCity 2000(per la Super Nintendo)
- Kirby's Dream Land 2 (Game Boy)
- Kirby's Block Ball (Game Boy)
- Kirby's Avalanche (Super Nintendo)

1996
- Kirby Super Star (Super Nintendo)

1997
- Kirby's Star Stacker (Game Boy)

1998
- Kirby's Dream Land 3 (Super Nintendo)

1999
- Super Smash Bros. (Nintendo 64))

Anys 2000
2000
- Kirby 64: The Crystal Shards (Nintendo 64)

2001
- Super Smash Bros. Melee (GameCube)
- Kirby Tilt 'n' Tumble (Game Boy Color)

2003
- Kirby Air Ride (GameCube)

2004
- Kirby and the Amazing Mirror (Game Boy Advance)

2005
- Kirby : le Pinceau du Pouvoir (Nintendo DS)

2006
- Kirby New Adventure (GameCube)

2007
- Super Smash Bros. Brawl (en desenvolupament per la Wii)